# NK Žepče 1919
NK Žepče 1919 hrvatski je nogometni klub iz Žepča u BiH.

## Rana povijest
Klub je utemeljen 1919. godine pod imenom SAŠK Građanski po uzoru na zagrebački Građanski. Tijekom svoje je povijesti klub nekoliko puta mijenjao ime, a najčešće je korišteno ime Orlovik, kako se klub zvao 1925. Klub je nosio ime Plamen tri godine poslije, 1933. je preimenovan u Slogu, a 1938. se vraća imenu Orlovik koje ostaje do 1947. Pet godina koristilo se ime Mladost, a onda 42 godine ime Orlovik. Na kraju je 1994. imenovano Žepčem,a nekoliko se puta u imenu nalazilo ime sponzora. Od 2020. nosi naziv NK Žepče 1919.
Po osnutku je igrao turnire i prijateljske utakmice. Franjo Smole bio je njegov prvi predsjednik. Mehmed Kadrić bio je prvi trener, ali i igrač. Njegovo ime i ime Velije Hasagića važno je za povijest nogometa u Žepču jer su njih dvojica donijeli prvu loptu u Žepče iz Zagreba, a zbog njihove povezanosti sa Zagrebom klub se na početku i zvao Građanski.
Nakon Drugoga svjetskog rata tadašnji Orlovik natjecao se po zonskim i regionalnim ligama bez većih uspjeha i približavanja najvišem nogometnom razredu Jugoslavije.

## Poslijeratno razdoblje
Po završetku se posljednjega rata Žepče uključilo u natjecanje pod okriljem nogometnog saveza tadašnje Herceg-Bosne. Igrala se liga Srednje Bosne, a prva utakmica odigrana je protiv Kiseljaka. Rezultat je glasio 1:0 za goste, a po kišnom vremenu susret je pratilo 500 gledatelja. Za NK Žepče igrali su Babić, Radoš, Jurišić, Ridžić, Bulajić, Budimir, Ramljak, Jurić, Pendić (Pejinović), Batarilo i Šajinović.
Žepče je uglavnom igralo prvi razred podijeljen na više regija ili kasnije jedinstveni drugi. Žepče je 1998./99. osvojilo Drugu ligu i ušlo u jedinstvenu Prvu ligu Herceg-Bosne.
Kasnije se prvenstvo reorganiziralo, ujedinilo se sa Savezom Republike BiH i Republike Srpske i 2001./02. igrala se povijesna sezona. Žepče, Radnik iz Lukavca i Budućnost iz Banovića bili su izjednačeni. Žepče je završilo na prvome mjestu i ušlo u najviši državni razred. Bio je to najveći tadašnji uspjeh žepčkog nogometa. Prva utakmica u Premijer ligi odigrana je protiv Željezničara pred 6000 gledatelja i još je ostalo između 2000 i 3000 ljudi van igrališta. Vahidin Imamović zabio je prvi premijerligaški pogodak za Žepče u toj utakmici. Rezultat na kraju utakmice bio je 1:1. Za Žepče su igrali: Brašnić, Smajlović (Jurić), Zovko (Hasanović), Vidović, Nikčević, Sirovica (Katić), Šajinović, Dadić, Katić, Imamović i Kurt.
Iste sezone Žepče je napravilo i povijesni uspjeh u Kupu BiH.  Pobijedili su Radnički iz Goražda, a potom i Kozara. U četvrfinalu su igrali protiv velikog Sarajeva. Utakmica je završila 1:1 na Koševu i povijesna utakmica u Žepču. Rezultat se ponovio, igrani su produžeci, jedanaesterci i Žepče je prošlo dalje. Bolji je bio Željezničar.
U sezoni 2004./05., zbog nemogućnosti da velik dio premijerligaša dobije UEFA-inu licenciju. Žepče se plasira u Kup UEFA. Protivnik je bio makedonski Bashkimi. Prva gostujuća utakmica završila je rezultatom 0:0, ali zbog administrativnog propusta registrirana je s 3:0. Uzvrat se igrao u Zenici i završen je s 1:1.
U sezoni 2007./08. Žepče je sa svega sedam osvojenih bodova ispalo iz Premijer lige. Sezonu kasnije natjecali su se u Prvoj ligi FBiH i završili na sredini tablice. Sezonu kasnije pali su u Drugu ligu FBiH – Centar. NK Žepče odustao je od natjecanja i u Žepču se igra samo omladinski nogomet.
Novi početak zbio se u sezoni 2013./14. kada NK Žepče okuplja bivše igrače s područja svoje općine i kreće u sezonu natjecanjem u Županijskoj ligi ZDŽ. Na kraju je Žepče završilo s istim brojem bodova kao i zenički Rudar, ali lošijim međusobnim omjerom. 

## Poznati igrači
- Zlatko Tomić[1]